# Golden sunshine day
「Golden sunshine day」（ゴールデン・サンシャイン・デイ）は、1992年6月21日にリリースされた河合奈保子の35枚目のシングルである。発売元は日本コロムビア。

## 概要
前作「眠る、眠る、眠る」から、約2年ぶりのシングル・リリースとなる。
タイトル曲は毎日放送制作・TBS系「近藤正臣の味覚人情報」のエンディング・テーマとして使用された。
カップリング曲は、河合が主演したミュージカル『THE LOVER in ME〜ALONE AGAIN』（作・演出：菅野こうめい）のテーマ曲。

## 収録曲
1. Golden sunshine day 
作詞：ミッキー吉野／作曲：河合奈保子／編曲：ミッキー吉野
2. Alone again -starting over-
作詞：吉元由美／作曲：河合奈保子／編曲：ミッキー吉野